# Dansa-teatre

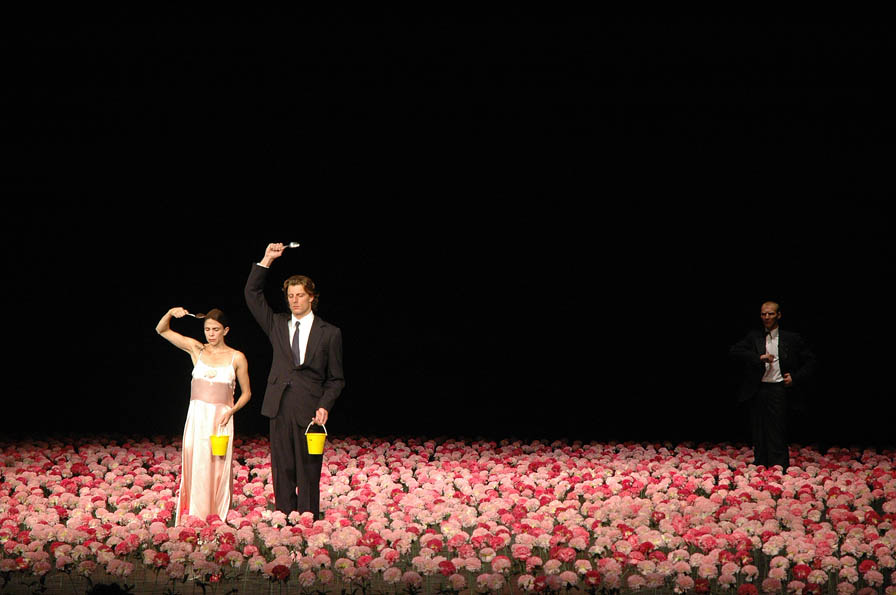
Cravos, de Pina Bausch, 2004

Vollmond (Lluna plena)

La dansa-teatre, o algunes vegades també traduïda com a teatre-dansa de l'alemany Tanztheater, és un estil de dansa contemporània nascut a Europa al segle xx i que utilitza estratègies i tècniques pròpies del món teatral, com ara accions i expressivitat teatral als moviments dels ballarins i a la seva estructura coreogràfica o la utilització de text dramàtic per part dels ballarins. Autors com Pina Bausch, Hans Kresnik, Susanne Linke, Reinhild Hoffmann o Gerhard Bohner es caracteritzen per teatralitzar les seves coreografies i diluir les fronteres entre les diferents arts escèniques.
A la dansa contemporània actual pot haver interacció amb objectes i entre personatges. El contingut emotiu, psicològic o relacional dels personatges pot anar reforçat amb veu. Els textos poden trobar-se en forma de veu en off, i també poden aparéixer monòlegs o escenes dialogades. La dansa-teatre també inclou altres elements, com per exemple els autobiogràfics, que no hi són a l'art coreogràfic tradicional. L'òpera també s'ha reteatralitzat.
D'altra banda, després de dècades a les quals el teatre ha anat donant cada cop més valor a la gestualitat (amb actors formats en mim, circ i dansa, entre altres disciplines) i totes les components físiques (sonora-musical, visual, escenografia, tecnologia audiovisual, etc.), sobretot a partir dels anys 80 ha evolucionat donant importància al text com a eix vertebrador de l'espectacle, integrant-lo sovint en posades en escena amb un fort component visual.

## Història

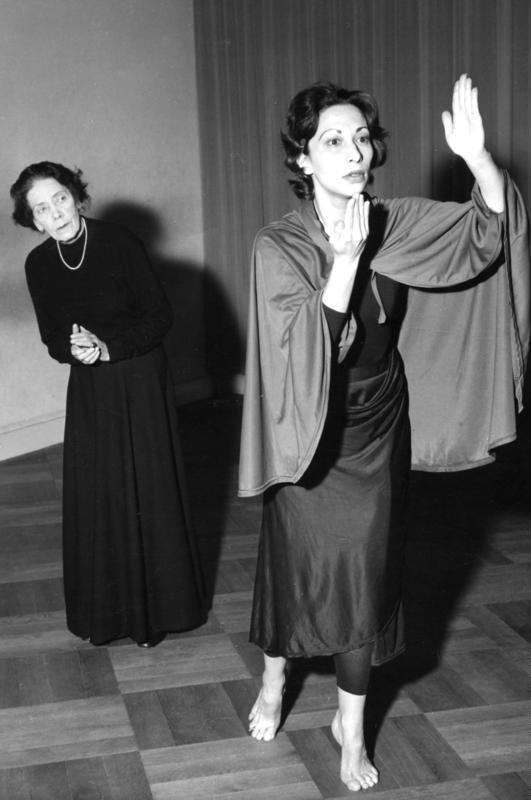
Mary Wigman (darrera)

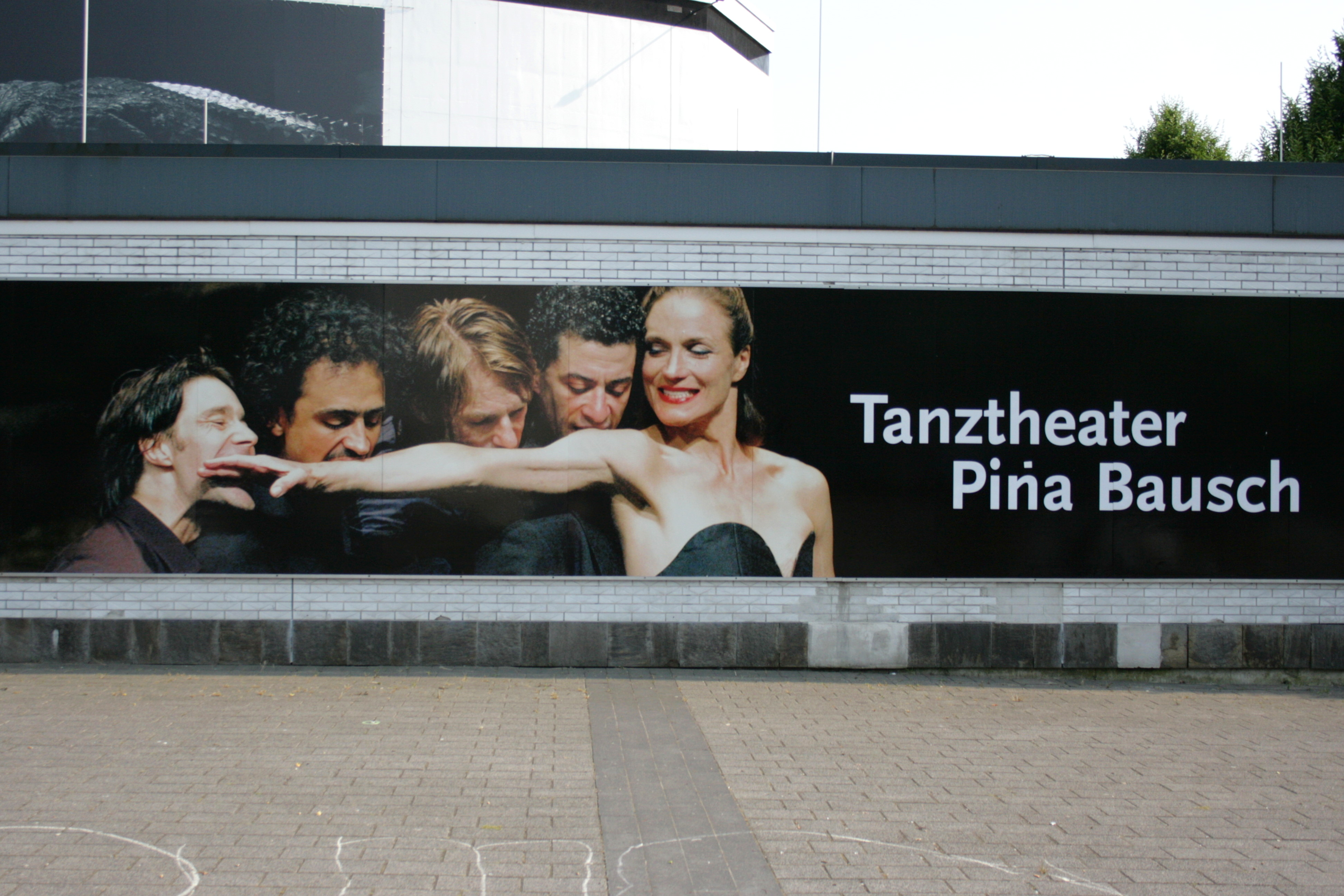
El Tanztheater de Wuppertal, fundat per Pina Bausch, que s'havia format amb Kurt Jooss i un alumne de Martha Graham, entre d'altres

A començaments del segle xx, s'estava desenvolupant la dansa contemporània i als Estats Units començava a estar de moda donar tota la importància al moviment, que havia de ser el principal a la dansa (Danse is motion, not emotion, en paraules d'Alwin Nikolaïs). Als anys 30 triomfava la new dance de Martha Graham, que valorava els gestos abstractes i allunyats de qualsevol referència figurativa.
A Europa, i en especial a Alemanya, en canvi, els ballarins i coreògrafs, que vivien el dia a dia de les dues guerres mundials, sentien que no podien ser neutres, que els calia més expressivitat i dramatisme. Així, el 1928, Kurt Jooss va fundar la Folkwang Tanztheater i als anys 30 Jooss i Mary Wigman van consolidar la dansa expressionista. Als anys 70 la Pina Bausch (Emotion, not motion), com a directora de la companyia Tanztheater Wuppertal, va promoure la dansa-teatre per tot Europa amb notable èxit. Als anys 70, la dansa més que figurativa, dansa-teatre, era a reacció a l'avantguardisme radical de la dansa pura. Volia explicar bé històries i personatges complexos, així com estar connectada amb la realitat i la història. Als anys 80, a França, la nouvelle danse ja no distingeix entre dansa teatralitzada i teatre dansat, de manera que cada autor i cada peça, fins i tot diferents moments d'una mateixa peça, poden tenir com a element predominant tant la dansa, el teatre o ambdós.
Avui es parla de dansa-teatre o de teatre-dansa. Clàssicament es considerava que el teatre era un art escènica que es distingia de les altres (dansa, mim, etc.) pel fet de contenir text, i que les paraules no són cantades (com a l'òpera o la sarsuela, per exemple). A la dansa-teatre, però també al circ actual, per exemple, els límits entre la dansa i el teatre, o fins i tot de vegades entre les arts visuals i les escèniques, són difícils de fixar.

## Característiques

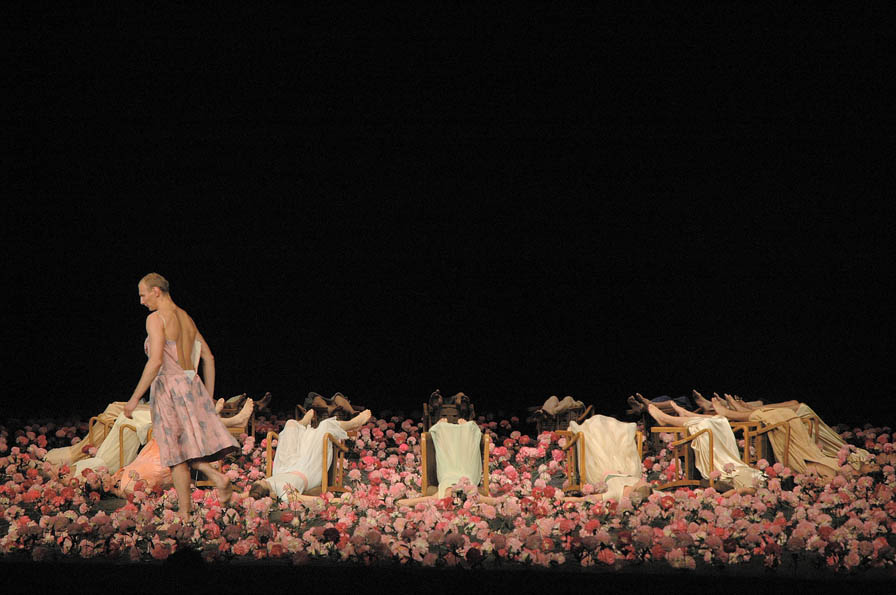
Les cadires a escena són molt típiques a l'obra de Pina Bausch

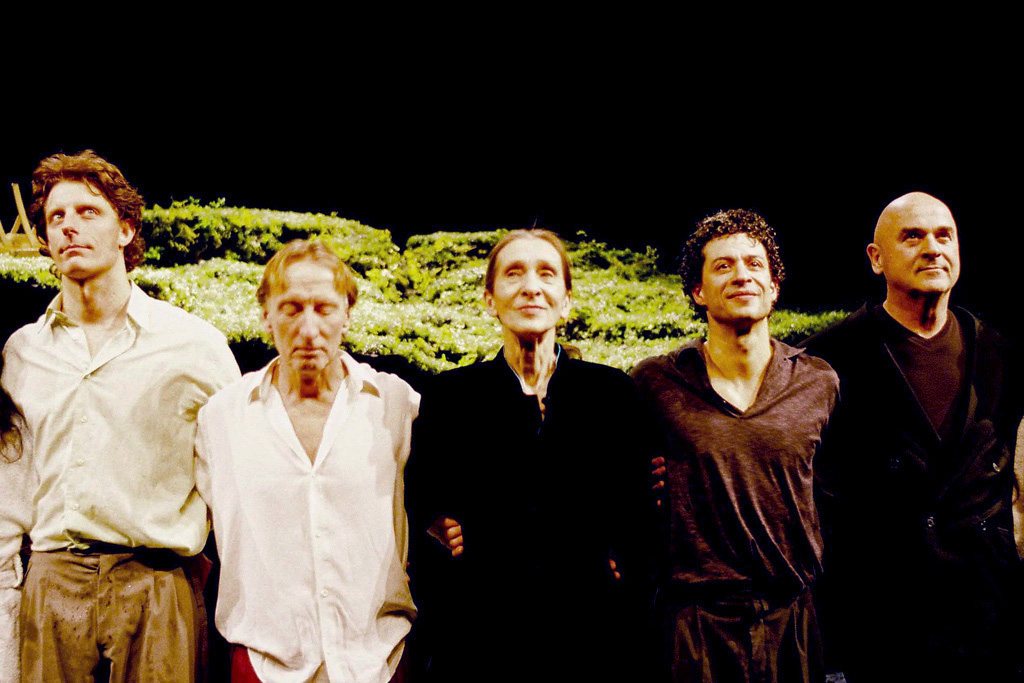
Decorat i vestuari realistes

En el procés de creació primer es decideix el que es vol explicar i es crea la coreografia, i la música es tria segons el que es vol transmetre. A la dansa clàssica la música està ja tancada i el coreògraf es basa en ella per a realitzar el seu treball. També és habitual en la dansa-teatre que, encara que el resultat sigui minimalista, es cuidi molt l'escenografia, el vestuari i els objectes.
A diferència de la dansa abstracta i centrada en la forma, per exemple del postmodernisme de Merce Cunningham; a la dansa-teatre, l'actor-ballarí no només treballa el moviment, sinó que també ha de treballar l'emoció. A més pot ser que hagi de fer servir la paraula.
L'acció ocorre "aquí i ara", al pressent i no en un temps ficcional més propi de la dansa clàssica. L'obra explica una història, més enllà de la trama típica de la dansa clàssica, on poden haver elements crítics o irònics respecte a la realitat actual. Per exemple, Pina Bausch tracta la vida quotidiana dels personatges d'una manera empàtica i alhora crítica, amb tocs d'humor de vegades, de la relació entre persones de diferent sexe i de diferents maneres reconeixibles de parlar. Johann "Hans" Kresnik toca l'alienació en totes les seves formes. Els personatges de Maguy Marin estan inspirants en l'univers de Samuel Beckett. Karine Saporta a La brûlure posa els cossos electrificats d'uns piròmans a una antiga fàbrica. Etc.
L'estil estètic sol buscar la teatralitat i el dramatisme, buscant que una presentació tot romanent realista, sigui exagerada alhora, espectacular, sofisticada, com a manera també d'afegir poesia i treure del quotidià, considerats més interessants. Pina Bausch és molt coneguda pel seu ús de repeticions d'una mateixa acció, obtenint diferents efectes. La dansa-teatre parla de la realitat i pot usar efectes realistes. També pren elements típics del teatre, com els textos. Els moviments no són aïllats ni aleatoris sinó que estan connectats entre ells i responen a les motivacions i la psicologia de cada personatge, les relacions entre ells, i entre ells i el seu entorn. La dansa obeeix una dramatúrgia i el teatre se serveix de la dansa.

## Dansa-teatre als Països Catalans

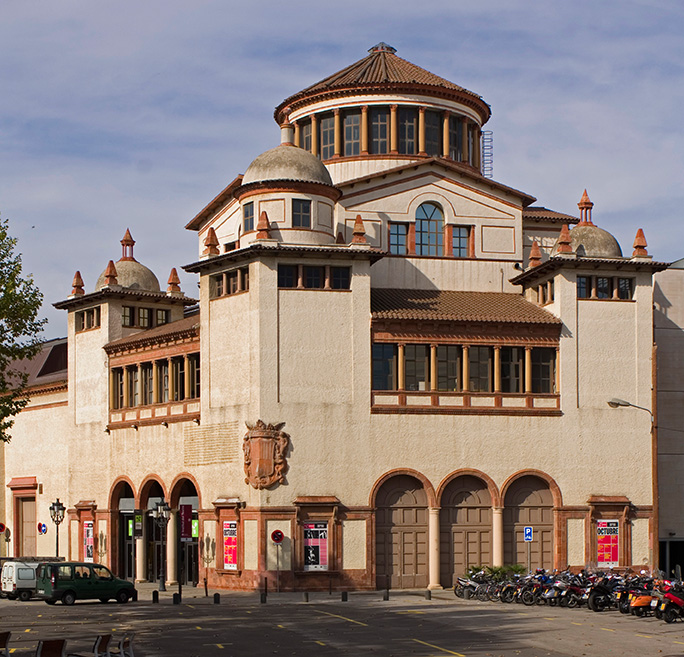
Mercat de les Flors, Barcelona

A Catalunya, alguns membres de la companyia Heura van treballar amb Pina Bausch a Wuppertal, i després a Barcelona van presentar espectacles com Le ciel est noir o Nena, com et dius?. A molts espectacles de dansa contemporània als anys 90 hi havia els trets més recognoscibles de la dansa-teatre: posar en escena textos parlats i autobiogràfics dels intèrprets. Més tard, van començar a conviure sense friccions dansa, teatre, vídeo i instal·lació; sovint incloent humor i ironia. En general, es tracta de "solos" o peces de pocs intèrprets que utilitzen moviments quotidians, podent incloure improvisacions, i que tenen una marcada influència de les arts plàstiques. Es representa també a l'espai públic, com parcs, galeries d'art o centres culturals. Al segle xx hi destaquen la companyia "Senza Tempo", creada per Inés Boza i Carles Mallol; la companyia de Sol Picó, especialment en incorporar al seu equip a la dramaturga Txiki Berraondo; Marta Carrasco i la darrera etapa de Mal Pelo.
L'Associació La Porta organitza un festival internacional biennal i ajuda a la producció de diferents centres de creació com La Mekànica, Teatre Antic, La Poderosa o Area Tangent. Tomás Aragay, que prové del món del teatre i la dramatúrgia, i Sofia Asencio, ballarina, formen la Societat Doctor Alonso. Sonia Gómez Vicente combina la dansa contemporània amb el teatre, el vídeo, els codis del reality i la política per portar a escena experiències quotidianes i autobiogràfiques. Alguns altres actors-ballarins de dansa-teatre són els mallorquins Miquel Ruiz Vives i Carme Serrano Morro, per exemple.
Es programa dansa-teatre al festival Dansamàniga, a l'Auditòrium de sa Màniga de Cala Millor, per exemple, i al Mercat de les Flors a Barcelona.